# Alex da Silva
Alex da Silva, conhecido apenas como Alex Silva (Nanuque, 15 de maio de 1994), é um futebolista brasileiro que atua como lateral-direito. Atualmente joga pelo Coritiba.

## Carreira

### Goiás
O lateral-direito passou pela base esmeraldina, onde ficou até 2012. No retorno ao time em 2018 o jogador revelou: " O Goiás foi onde tive minha base. Mesmo após minha saída, foi um clube que me ajudou bastante. Se estou onde estou hoje, devo muito ao Goiás".

### Atlético Mineiro
Alex Silva foi revelado para o futebol profissional nas categorias de base do Atlético Mineiro. Em 2013, ainda nos juniores, foi chamado pelo técnico Cuca para compor o elenco em partida pelo Campeonato Brasileiro. Na ocasião, o Galo derrotou o Flamengo por 1–0 no Independência. Já no ano seguinte, foi um dos destaques na campanha do Atlético na Copa São Paulo de Futebol Júnior, quando o clube terminou entre os quatro melhores. Em sua volta a Belo Horizonte, foi chamado pelo técnico Paulo Autuori para compor o elenco profissional alvinegro.
Durante toda a temporada, o lateral-direito atuou como substituto de Marcos Rocha e até improvisado na lateral-esquerda. Em alguns momentos, chegou a ser criticado pelos torcedores, mas sempre teve o aval dos treinadores durante o ano. Ao fim de 2014, o Atlético optou em emprestar o jogador para que ganhasse mais experiência.

### Sport
Em 7 de janeiro de 2015, o Sport anunciou a contratação do lateral por um ano.

### Ferroviária
Em janeiro de 2016, Alex Silva passou os primeiros meses emprestado à Ferroviária, onde disputou apenas quatro jogos do Campeonato Paulista e um da Copa do Brasil.

### América Mineiro
Em 2017, o jogador foi envolvido na negociação que trouxe Danilo Barcelos para o Atlético Mineiro, e Alex foi emprestado por um ano para o América Mineiro.

### Goiás
Em 9 de janeiro de 2018, foi acertada a sua transferência ao Goiás por empréstimo de uma temporada.

## Títulos
Atlético Mineiro
- Recopa Sul-Americana: 2014[10]
- Copa do Brasil: 2014[11]

Goiás
- Campeonato Goiano: 2018

Avaí
- Campeonato Catarinense: 2019